# 熊經 (成化進士)
熊經，字載道，湖廣黃州府麻城縣人，軍籍，明朝政治人物。同進士出身。

## 生平
早年出身國子生，湖廣鄉試第九名。成化十四年（1478年）戊戌科進士。成化十六年（1480年）官無錫縣知縣，升隴州知州。

## 家族
曾祖父熊永常。祖父熊銓。父亲熊自敏。